# Голямо сляпо куче
Голямото сляпо куче (Spalax giganteus) е вид бозайник от семейство Слепи кучета (Spalacidae). Видът е световно застрашен, със статут Уязвим.

## Разпространение и местообитание
Разпространен е в Русия.